# Alfie Kohn
Alfie Kohn (geboren 15 oktober 1957) is een Amerikaans auteur en docent die verschillende onderwerpen heeft onderzocht, waaronder onderwijs, ouderschap en gedragswetenschappen. Hij wordt beschouwd als een leidend figuur in progressief onderwijs. Zijn kritieken gaan over veel traditionele aspecten van ouderschap, management en de (Amerikaanse) maatschappij in het algemeen.
Kohn's kritieken op algemeen geaccepteerde theorieën en (Amerikaanse) gebruiken maken hem tot een controversieel figuur, voornamelijk onder behavioristen, conservatieven en diegenen die zijn kritieken op gebruiken verdedigen, zoals het gebruik van competitie, beloningsmethodieken, conventionele strafmethodes, CITO-testen, huiswerk en traditioneel onderwijs.

## Biografie

### Leven en onderwijs
Kohn is geboren in Miami Beach, Florida. Hij heeft in 1979 zijn bachelor behaald op Brown University in Providence, Rhode Island en zijn master in sociale wetenschappen op de Universiteit van Chicago in Illinois. Hij woont in de omgeving van Boston en werkt als onafhankelijk onderwijzer, ongelieerd aan een instituut.

### Kijk op onderwijs
Kohn's ideeën over onderwijs zijn beïnvloed door de werken van John Dewey en Jean Piaget. Hij gelooft in een constructieve manier van leren waarbij de leerling zelf actief waarde toekent in plaats van informatie absorbeert, en hij stelt dat kennis onderwezen zou moeten worden "in een context en met een doel". Hij schrijft dat leren betrekking zou moeten hebben op "problemen, projecten en vragen, in plaats van lijsten met feiten, vaardigheden en afzonderlijke disciplines". Samen met zijn overtuiging, vindt Kohn dat leerlingen in de klas een actieve stem behoren te hebben in de vorm van het curriculum, de structuur van de klas en/of noodzakelijke maatregelen.
Kohn heeft kritiek op verschillende aspecten van traditioneel onderwijs. Het managen van groepen leerlingen en straf is, in zijn optiek, gefocust op het afdwingen van gehoorzaamheid in plaats van het helpen van leerlingen om zorgzame, verantwoordelijke probleem-oplossers te worden. Recentelijk had Kohn nog kritiek op de waarde van huiswerk in het Amerikaanse schoolsysteem, waarbij hij opmerkt dat onderzoek niet uitwijst dat huiswerk voordeel met zich meebrengt, academisch of enigszins anders gezien.

### Kijk op opvoeding
Hoewel Unconditional Parenting (2005) Kohn's eerste boek is dat voornamelijk over het opvoeden van kinderen gaat, wijdde hij al drie hoofdstukken aan dit onderwerp in Punished by Rewards (1993). Hij bespreekt de noodzaak voor ouders om langetermijndoelen voor kinderen in het vizier te houden, zoals hen te helpen op te groeien tot verantwoordelijke en zorgende personen, in plaats van zich te focussen op kortetermijndoelen, zoals gehoorzaamheid. De hoofdvraag, zoals hij beargumenteert, is "wat hebben kinderen nodig - en hoe komen we tot die behoeften?".
Een van Kohn's meest verbreide artikelen is Five Reasons to Stop Saying "Good Job!". Daarin beschrijft hij dat prijzen (het zeggen van bijvoorbeeld "Goed zo!"), net als andere vormen van extrinsieke vormen van beloning, leiden tot ondermijning van het kind's inzet voor hetgeen het kind doet waarvoor het geprezen wordt. In andere woorden, kinderen leren dingen te doen voor een beloning in plaats van dingen te doen omdat het het juiste is om te doen, of omdat het leuk is om te doen. Later voegde Kohn hieraan toe dat positieve versterking, zoals zgn. "consequenties" van sommige vormen van straf, bijdragen aan voorwaardelijk ouderschap, waarin liefde een gevolg is van gehoorzaamheid of gewilligheid.
Kohn's meest recente boek, The Myth of the Spoiled Child (2014), adresseert veel voorkomende aannames over "verwende" kinderen, "helicopter-ouders", zelfvertrouwen en zelfdiscipline, en hij bekritiseert de "diepgewortelde conservatieve theorie" dat kinderen te gemakkelijk prijzen, beloningen en een 10 krijgen.

### Kijk op management
Twee van Kohn's boeken, No Contest (1986) en Punished by Rewards (1993), adresseren competitie en "pop behaviorisme" op het werk alsook in families en op scholen. Beide boeken kregen behoorlijk wat aandacht, met name toen W. Edwards Deming (van de bekende kwaliteitscirkel), beide boeken aanprees. Kohn sprak op veel conferenties over management en in afzonderlijke bedrijven, voornamelijk in de jaren 90. Zijn werk is in onder andere Harvard Business Review, CFO Magazine, American Compensation Association Journal, en andere publicaties bediscussieerd. Hij is eens beschreven als "USA's scherpste criticus over geld als motivator".

### Prijzen en functies
- Editorial Advisory Board, Education Digest
- Editorial Board, Greater Good Science Center
- Laureaat, Kappa Delta Pi (International Education Honor Society)
- National Council of Teachers of English George Orwell Award for Distinguished Contribution to Honesty and Clarity in Public Language, 2000, voor The Schools Our Children Deserve
- National-Louis University Ferguson Award for Distinguished Contribution to Early Childhood Education, 2002
- American Psychological Association's National Psychology Award for Excellence in the Media, 1987, voor No Contest
- National Parenting Publications Awards (NAPPA) Gold Award, 2006, voor Unconditional Parenting
- Canadian Teachers' Federation's Public Education Advocacy Award, 2007